# 王栋 (1923年)
王栋（1923年—1983年12月11日），中华人民共和国政治人物、外交官。
1969年，接替杨伯箴，担任中华人民共和国驻瑞典大使。1971年，由王鲁明接任。
1983年12月11日，王栋病逝。